# Annelien Coorevits
Annelien Coorevits (3 décembre 1986) est une mannequin belge.
Elle a remporté le concours de Miss Belgique 2007, le 19 décembre 2006.

## Biographie
Elle a vécu durant toute sa jeunesse à Wevelgem.
Elle a arrêté ses études dans le domaine des sciences de la communication pendant son année de règne. Elle les a reprise l’année suivante, et a continué sa carrière de mannequin.
Annelien Coorevits a été en couple avec le footballeur Olivier Deschacht jusqu’en 2019.  Ils ont eu une fille prénommée Elena, née le 8 avril 2011.

### Concours Miss Belgique
Annelien Coorevits a remporté auprintemps 2006 le concours de Miss Flandre Occidentale. Cette élection lui permit de décrocher directement une place en finale du concours Miss Belgique.
La soirée s’est tenue à Vilvorde dans les studios de la chaîne VTM, Annelien Coorevits. Bien qu’elle ne fut pas la favorite du concours auprès du jury, elle fut soutenue par les téléspectateurs. Elle succéda ainsi à Virginie Claes, sacrée Miss Belgique 2006.
La Molenbeekoise Halima Chehaima fut la première dauphine du concours, tandis qu'Elise Van den Branden, en provenance de Saint-Nicolas prit la troisième place. 

### Miss Belgique sur la scène internationale
Annelien Coorevits a participé à l’élection de Miss Univers 2007 qui s’est déroulée au Mexique. Elle s’est également rendue durant son année de règne au Vietnam et en Thaïlande pour des shootings photo. Elle a également fait le tour de l’Europe avec Joke Van de Velde, Miss Belgique 2000 afin d’y représenter la Belgique.
Le comité Miss Belgique demanda à Halima Chehaima, Miss Bruxelles et 1re dauphine de Miss Belgique 2007, de représenter la Belgique au concours Miss Monde (une place qui revient normalement à la Miss Belgique).[pourquoi ?] Annelien Coorevits fut également remplacée, le 5 mai 2007, par sa première dauphine au concours de Miss International Tourism 2007. La Belgique remporta cette élection à Ponta Delgada dans les Açores au Portugal.

### Carrière politique
Annelien Coorevits a décidé de se lancer dans la vie politique pour les élections régionales de juin 2009 en Belgique. Elle s’est présentée sur la liste de l’Open Vld (libéraux flamands) en Flandre Occidentale. Elle y a siégé en tant que deuxième suppléante.